# Патус (озеро)
Па́тус (порт. Lagoa dos Patos, Patos) — мелководное озеро, расположено на побережье в штате Риу-Гранди-ду-Сул на юге Бразилии.

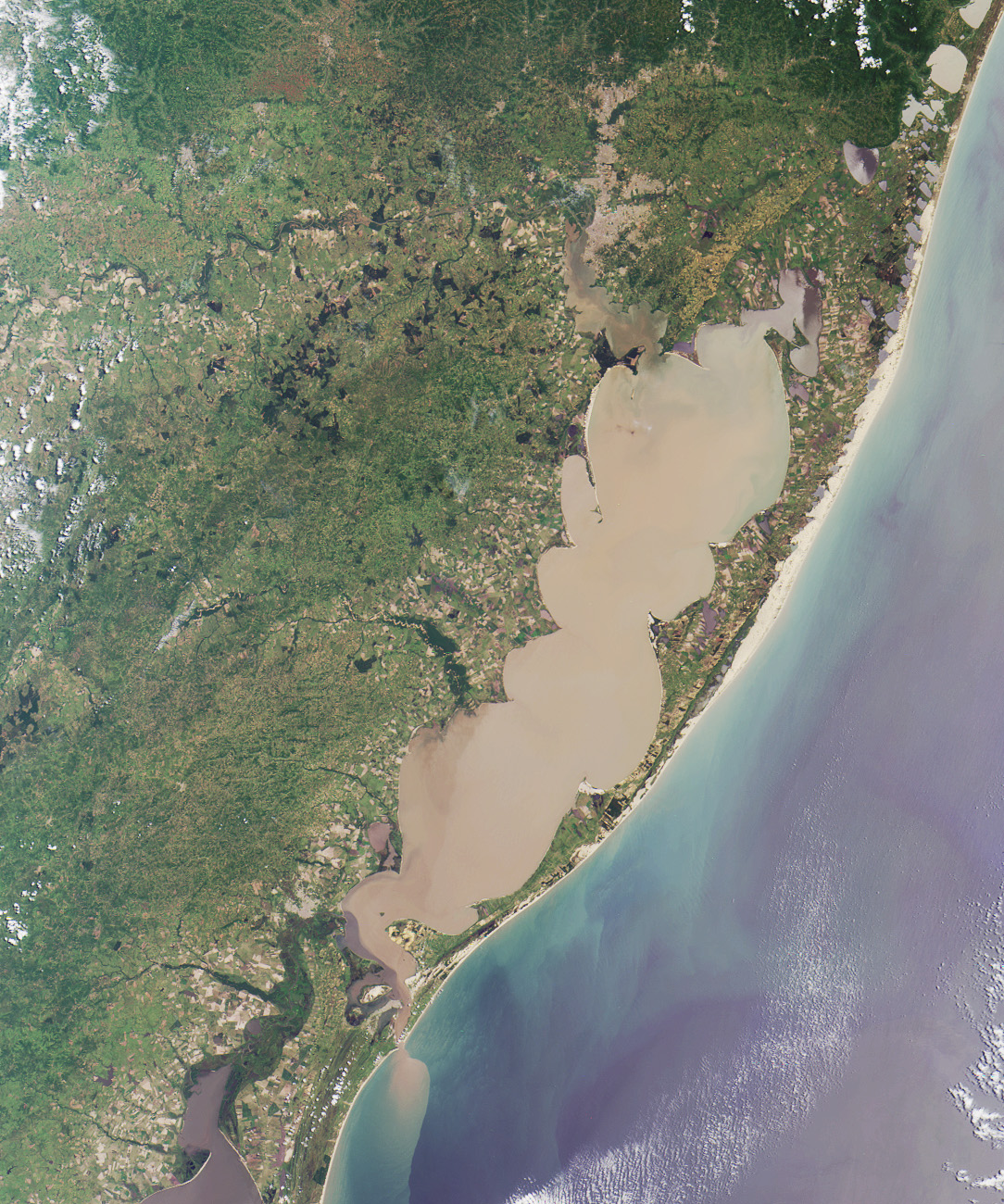
Спутниковый снимок озера 2002 года

Является самой крупной лагуной в мире.
В длину протянулось на 241 км, имеет максимальную ширину 48 км. Общая площадь 10140 км². Средняя глубина составляет 5 м, наибольшая — 10 м. Отделено от Атлантического океана наносной песчаной косой. В северо-западной части находится город Порту-Алегри. Узкой протокой озеро Патус соединено с Атлантическим океаном, каналом Сан-Гонсалу — с озером Лагоа-Мирин.
На озере развито рыболовство, судоходство. В водосборном бассейне идёт интенсивная эрозия почв, развита ирригация, ведётся добыча угля.